# 全国試験運営センター
全国試験運営センター（NEXA）は、東京都千代田区に本社を置く、試験・講習会運営の専門会社。
学校法人河合塾が培ってきた模擬試験の運営ノウハウと、株式会社パソナの人材派遣ネットワーク、日本電子計算株式会社のデータ処理力を活用し、全国で試験運営を受託している。

## 概要
全国で実施される各種試験の企画、運営、問題作成、採点、会場手配など、あらゆる試験関連業務をトータルでコーディネートする試験運営専門会社。
受託している試験は種類・開催地ともに多岐にわたる。学校法人河合塾が主催する全統模試のほか、司法試験や電気工事士試験などの各種国家試験、TOEICや日本語能力試験などの民間試験の実施に携わる。このほかにも幅広い資格試験・検定の運営を毎年受託しており、年間実施試験数は700回にのぼる。
試験会場で試験実施を統率できる責任者スタッフが全国で約800名在籍している。

## 全国の拠点
全国7か所に拠点を置いており、全ての都道府県において試験の運営実績がある。
- 札幌事務所（管轄エリア：北海道）
- 仙台事務所（管轄エリア：青森県、岩手県、宮城県、秋田県、山形県、福島県）
- 東京事務所（管轄エリア：茨城県、栃木県、群馬県、埼玉県、千葉県、東京都、神奈川県、新潟県、山梨県、長野県、富山県）
- 名古屋事務所（管轄エリア：岐阜県、静岡県、愛知県、三重県）
- 大阪事務所（管轄エリア：石川県、福井県、滋賀県、京都府、大阪府、兵庫県、奈良県、和歌山県、岡山県、徳島県、香川県、高知県）
- 広島事務所（管轄エリア：鳥取県、島根県、広島県、山口県、愛媛県）
- 福岡事務所（管轄エリア：福岡県、佐賀県、長崎県、大分県、熊本県、宮崎県、鹿児島県、沖縄県）